# G&L
G&L Musical Instruments ist ein US-amerikanischer Hersteller von E-Gitarren und E-Bässen mit Sitz in Fullerton, Kalifornien. Das Unternehmen ist eine Tochter von BBE Sound Inc.

## Firmengeschichte
Leo Fender und George Fullerton gründeten 1980 das neue Unternehmen mit dem Namen G&L, das aus dem seit 1966 bestehenden Unternehmen mit dem Namen „CLF-Research“ (CLF = Clarence Leo Fender) hervorging. "CLF-Research" produzierte bis dahin Gitarren und Bässe für das Unternehmen Music Man, an dessen Gründung Leo Fender ebenso beteiligt war. Nach dem Zerwürfnis mit dem Management von „Music Man“ begann man in dem bereits vorhandenen Werk in der „Fender Avenue“, also in derselben Straße, in der auch das erste Fender-Werk stand, mit der Produktion unter neuem Namen.
Der Name des Unternehmens setzt sich aus den Anfangsbuchstaben der Vornamen der Firmengründer zusammen. Laut George Fullerton fand nie eine Umdeutung des Kürzels G&L von „George&Leo“ auf „Guitars by Leo“ statt, sondern dies sei nur ein Gerücht gewesen, das von uninformierten Journalisten verbreitet worden sei.
1991, etwa ein halbes Jahr nach Leo Fenders Tod, verkaufte dessen Ehefrau, Phyllis Fender, die Firma an „BBE Sound Inc.“, geführt von John C. McLaren Senior, der versprach, den Firmen- und Produktionsstandort beizubehalten. George Fullerton verblieb bis zu seinem Tod am 9. Juli 2009 als externer Berater. Phyllis Fender hatte bis zu ihrem Tod am 22. Juli 2020 die Funktion einer Ehrenpräsidentin.

## Instrumente
Die Instrumente sind den klassischen Fender-Instrumenten ähnlich, haben jedoch moderne Verbesserungen. Insbesondere die "Magnetic Field Design"-Tonabnehmer (MFD), das "Dual Fulcrum"-Vibrato sowie den massiven, als "Saddle-Lock-Bridge" bezeichneten Steg. Bis Ende der 90er Jahre wurden die Hälse bei Gitarren sowie auch Bässen mit der von George Fullerton bereits in den 1960er Jahren entwickelten 3-Punkt-Verschraubung und mit per Schraube verstellbarem Hals-Korpus-Winkel ausgeführt. Diese Art der Hals-Korpus-Verbindung hat heute aber einen schlechten Ruf, da viele Fender-Gitarren aus den 1970ern, die ebenso gebaut wurden, durch mangelhafte Ausführung der Halstaschen, Probleme mit der Festigkeit dieser Verbindung haben, sodass man dann aus Marketing-Gründen doch auf die traditionelle 4-Punkt-Verschraubung umgestellt hat.
Eine weitere moderne, von G&L patentierte Neuerung war der sogenannte „Bi-Cut-Neck“. Bei diesem Hals wurde bei Ausführung mit Griffbrett aus Ahorn der Hals der Länge nach im rechten Winkel zum Griffbrett auseinandergesägt, der Halsstab in eine Ausfräsung eingesetzt und der Hals dann wieder zusammengeleimt. Seit 2007 wird nun jedoch vom Hals das Griffbrett abgesägt, der Halsstab verbaut und das abgesägte Stück wieder aufgeleimt.

### Produktlinien
- Made in USA: Im Stammwerk, das in der Nähe des alten Fender-Werkes liegt, wurden anfangs weitgehend in Handarbeit hochwertige Instrumente produziert. Heute werden aber auch hier CNC-Werkzeuge eingesetzt sowie eine in Deutschland entwickelte Maschine zur Abrichtung der Bünde, die sogenannte „PLEK“.
- Tribute Line: Um am Markt festeren Stand zu haben, ließ G&L die preisgünstige "Tribute Line" erst in Japan, dann ab 2003 in Südkorea von der Firma Cort Guitars produzieren. Seit etwa 2007 werden diese Instrumente in einer Cort-Niederlassung in Indonesien hergestellt. Die Tonabnehmer für diese Gitarren werden aber im Stammwerk produziert und unterscheiden sich, sofern es sich um Single-Coil-Tonabnehmer handelt, nicht von denen, die in die USA-Modelle eingebaut werden. Bei den mit Humbuckern ausgestatteten Gitarren von G&L werden in der Tribute-Reihe andere Humbucker.als an den US-Modellen verbaut. Hierbei handelt es sich um von Paul Gagon entwickelte Tonabnehmer. Seit 2009 werden einige Tribute-Modelle ("Rampage", "Legacy HB" und "ASAT HB") in China produziert. Die Seriennummern der in China produzierten Instrumente beginnen mit "L".

### Wichtigste Modelle

#### E-Gitarre

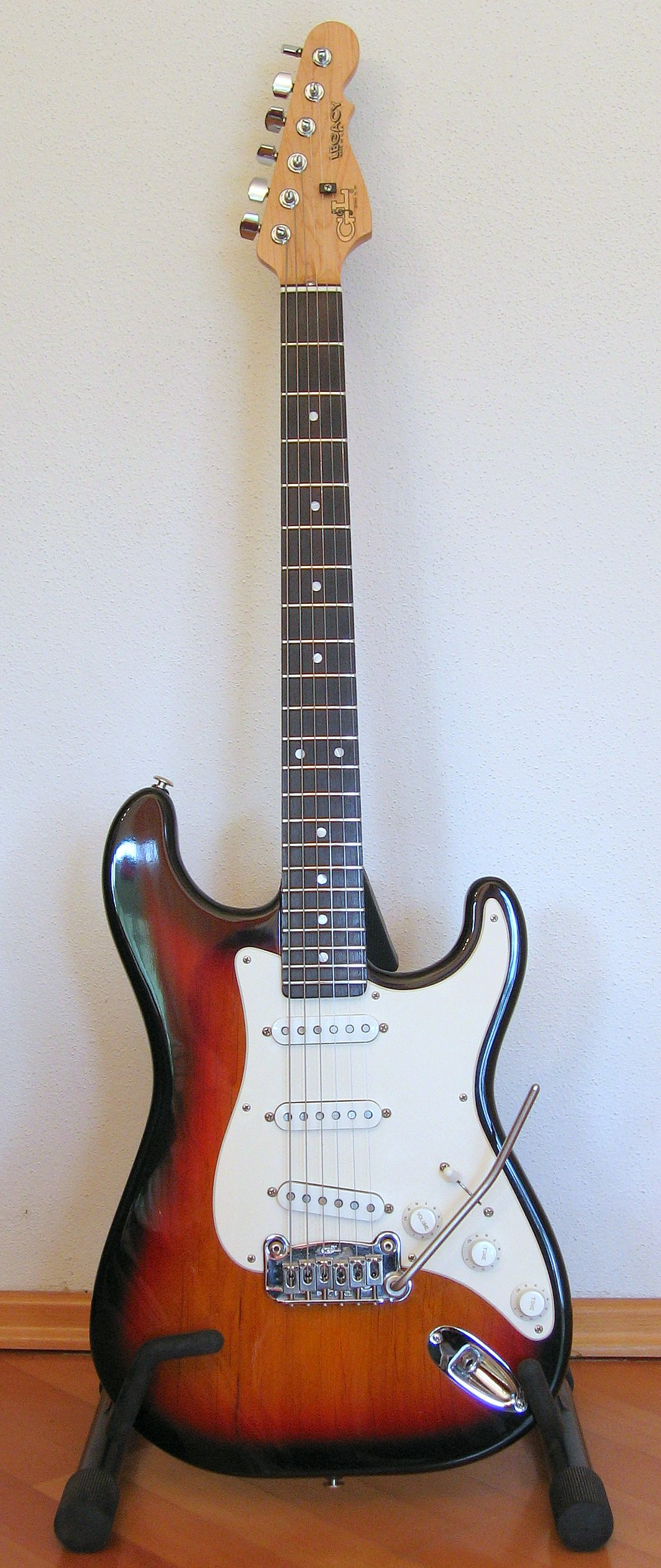
G&L Legacy – USA 1994

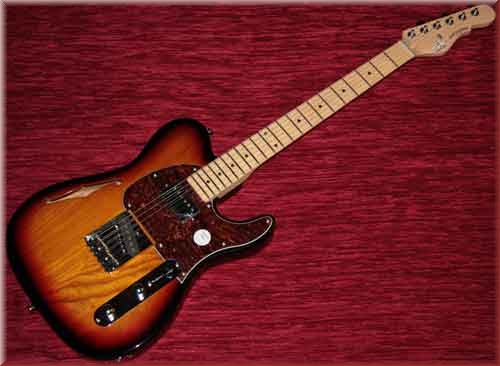
ASAT Classic Bluesboy Semi Hollow

| Bezeichnung | Produktionszeit                    |
| ----------- | ---------------------------------- |
| F-100       | 1980 – 1986                        |
| S-500       | 1982 – heute                       |
| Skyhawk     | 1984 – 1991                        |
| ASAT        | 1985 – heute                       |
| Comanche    | 1988 – heute                       |
| Legacy      | 1992 – heute                       |
| Bluesboy    | 1993 – heute                       |
| Invader     | 1998 – heute                       |
| SC-2        | 1982 – 1983 & August 2008 – heute  |
| Rampage     | 1984 – 1991 & Februar 2010 – heute |

#### E-Bass

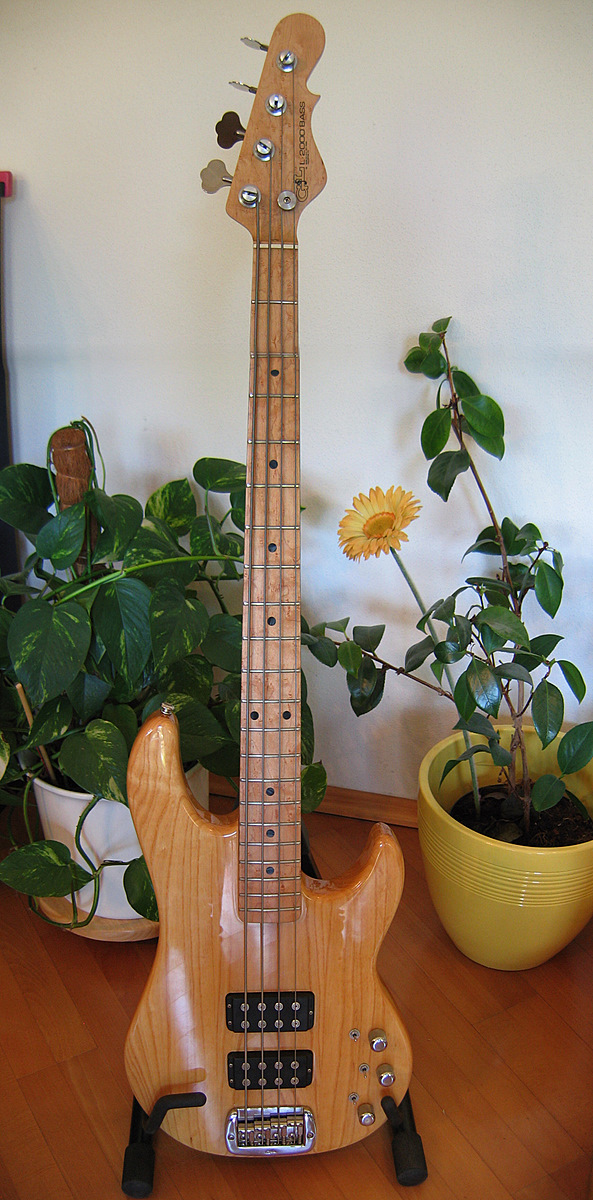
G&L L-2000 – USA 1997

| Bezeichnung | Produktionszeit |
| ----------- | --------------- |
| L-1000      | 1980 – 1992     |
| L-2000      | 1980 – heute    |
| M-2000      | 2003 – heute    |
| SB-1        | 1982 – 2000     |
| SB-2        | 1982 – heute    |
| ASAT Bass   | 1989 – heute    |
| L-2500      | 1997 – heute    |
| M-2500      | 2003 – heute    |
| LB-1500     | 1997 – heute    |
| JB-2        | 2001 – heute    |

## Bekannte Künstler
- Benjamin „Ben“ Gibbard (Death Cab for Cutie): Bluesboy Sunburst, Bluesboy TL Honey Sunburst, Bluesboy TL Black
- Rainer Apel (Thomas D)
- Bernd Aufermann (Running Wild): Legacy Special, S-500, ASAT Deluxe
- Frank Diez (Peter Maffay (1976–2004))
- Peter Frampton: ASAT Classic
- Tom Hamilton (Aerosmith): ASAT Bass, L2000 Bass
- John Jorgenson (Hellecasters): ASAT John Jorgenson Signature model, Comanche
- Kirk Pengilly (INXS): ASAT Specialm, S-500
- Ricky King: Spezialanfertigung: „Silver Fleck“
- Carl Perkins: G&L Broadcaster (seit 1985 ASAT  Special genannt)
- Mike Porcaro (Toto): L-2500
- Will Ray (Hellecasters): Will Ray G&L Signature Series, ASAT, Comanche
- Henning Rumenapp (Guano Apes)
- Jerry Cantrell (Alice in Chains)
- Bill Perry: ASAT Special